# Canon de Star Wars
El canon de Star Wars es aquello del universo de contenidos de Star Wars que comprende novelas, cómics, videojuegos y series de televisión que tienen coherencia con respecto a la trama principal de las películas de la saga de Star Wars. Con el paso del tiempo este canon se ha ido transformando según se fuese agregando cada vez más contenido relacionado o conforme la productora de contenidos cambiase de dueño.  En 2000 Leland Chee propuso una base de datos llamada Holocrón y de lo que era canónico y no era, sin embargo, desde 2014 el canon está definido por los intereses de la compañía Disney, ya que desde 2012 son dueños de la franquicia Lucasfilm.

## Holocrón
En el 2000, Lucas Licensing nombró a Leland Chee para crear una base de datos para dar continuidad y coherencia a las historias a la que llamaron Holocrón. Para tal efecto, el Holocron empleaba una categorización bajo los niveles G, T, C, S y N del canon. Las dos líneas de eventos principales son leyendas o legends de star wars en el canon actual (que sí son del canon), también hay infinities que no son canon, son eventos que cuentan un, que ¿hubiera pasado?

### Canon de George Lucas
También llamado el canon G, fue considerado el canon absoluto. Este incluía los Episodios I-VI y las declaraciones de George Lucas, incluyendo notas de producción no publicadas de él o de su departamento de producción. Elementos originales de Lucas como los guiones, escenas filmadas eliminadas, novelizaciones de películas, libros de referencia, obras de teatro de radio y otras fuentes primarias provenientes de él eran también parte del canon G siempre y cuando no estuvieran en contradicción con las películas estrenadas. El canon G anulaba a los niveles inferiores del canon cuando había una contradicción. Incluso el mismo Lucas podía así mismo reeditar una trama siendo la última edición la que era parte del canon G.

### Canon para televisión
El canon T es aquel que comprendía la película animada Star Wars: The Clone Wars y  las dos series animadas de televisión, Star Wars: The Clone Wars y Star Wars Rebels.

### Canon de continuidad
El canon C consistía en materiales del Universo expandido como libros, cómics y juegos que llevaban el sello de Star Wars. Los  videojuegos eran un caso especial; las historias e información general de fondo eran plenamente de este canon, pero los otros elementos como el carácter y jugabilidad eran, con pocas excepciones, no canónicas.

### Canon secundario
El canon S consistía en los mismos medios que el anterior, no obstante, aunque las historias no entraban en contradicción con el canon oficial y eran coherentes con la trama de las películas no estaban completamente probadas con respecto a este.

### No canónico
El canon N se refiere actualmente a aquellas historias que no tienen coherencia con la trama principal o que bien pueden catalogarse de provenir de universos alternativos.

## Eras del canon actual
Todo el texto anterior era interpretación del contribuidor.

## Canon oficial marcado por Disney

### Canon
Durante el año 2012, Disney adquirió a la productora de contenidos Lucasfilm y reorganizó el universo de Star Wars para adaptarlo bajo sus propios términos. Tras esta decisión, lo que era considerado parte del canon ha sido confirmado como tal. Sin embargo, aunque el universo expandido (denominado por Disney como Legends) existente fuese declarado en algún momento no canónico, continuaría siendo usado como fuente para futuro material de Star Wars.
| Lista del canon de Star Wars desde la adquisición de Disney | Lista del canon de Star Wars desde la adquisición de Disney | Lista del canon de Star Wars desde la adquisición de Disney | Lista del canon de Star Wars desde la adquisición de Disney |  |
| Año de lanzamiento                                          | Cronología en el universo                                   | Título de la publicación (en inglés)                        | Tipo de publicación                                         |  |
| ----------------------------------------------------------- | ----------------------------------------------------------- | ----------------------------------------------------------- | ----------------------------------------------------------- |  |
| 2017/02                                                     | 32 ABY                                                      | Star Wars: Yoda's Secret War                                | Serie de 5 cómics                                           |  |
| 1999/04                                                     | 32 ABY                                                      | Star Wars: Darth Maul                                       | Serie de 5 cómics                                           |  |
| 1999/05                                                     | 32 ABY                                                      | Star Wars: Episode I - The Phantom Menace                   | Película                                                    |  |
| 2016/01                                                     | 29 ABY                                                      | Obi-Wan and Anakin                                          | Serie de 5 cómics                                           |  |
| 2002/05                                                     | 22 ABY                                                      | Star Wars: Episode II - Attack of the Clones                | Película                                                    |  |
| 2008/08                                                     | 22 ABY                                                      | Star Wars: The Clone Wars                                   | Película de animación                                       |  |
| 2008/10                                                     | 22-19 ABY                                                   | The Clone Wars                                              | Serie de animación para TV                                  |  |
| 2014/05                                                     | 19 ABY                                                      | Darth Maul: Son of Dathomir                                 | Serie de 4 cómics                                           |  |
| 2015/07                                                     | 19 ABY                                                      | Kindred Spirits                                             | Historia corta                                              |  |
| 2015/07                                                     | 19 ABY                                                      | Dark Disciple                                               | Novela                                                      |  |
| 2015/11                                                     | 19 ABY                                                      | The Crimson Corsair and the Treasure of Count Dooku         | Historia corta                                              |  |
| 2005/04                                                     | 19 ABY                                                      | The Crimson Corsair and the Treasure of Count Dooku         | Novela                                                      |  |
| 2005/05                                                     | 19 ABY                                                      | Star Wars: Episode III - Revenge of the Sith                | Película                                                    |  |
| 2015/04                                                     | 19-18 ABY                                                   | Kanan: The last padawan                                     | Serie de 12 cómics                                          |  |
| 2016/10                                                     | 18 ABY                                                      | Ahsoka                                                      | Novela                                                      |  |
| 2019/11                                                     | 14 ABY                                                      | Jedi: Fallen Order                                          | Videojuego                                                  |  |
| 2015/04                                                     | 14 ABY                                                      | Lords of the Sith                                           | Novela                                                      |  |
| 2014/11                                                     | 14 ABY                                                      | Tarkin                                                      | Novela                                                      |  |
| 2015/10                                                     | 14 ABY                                                      | Rise of the Empire                                          | Novela                                                      |  |
| 2014/09                                                     | 11 ABY                                                      | A New Dawn                                                  | Novela                                                      |  |
| 2018/05                                                     | 10 ABY                                                      | Han Solo: una historia de Star Wars                         | Película                                                    |  |
| 2022/05                                                     | 9 ABY                                                       | Obi-Wan Kenobi                                              | Serie Live-Action para TV                                   |  |
| 2014/10                                                     | 5-1 ABY                                                     | Star Wars Rebels                                            | Serie de animación para TV                                  |  |
| 2016/12                                                     | 0 ABY                                                       | Rogue One: una historia de Star Wars                        | Película                                                    |  |
| 1976/11                                                     | 0 ABY                                                       | From the Adventures of Luke Skywalker                       | Novela                                                      |  |
| 1977/05                                                     | 0 ABY                                                       | Star Wars: Episodio IV - Una nueva esperanza                | Película                                                    |  |
| 2015/03                                                     | 0 ABY                                                       | Leia, Princess of Alderaan                                  | Cómic                                                       |  |
| 2015/11                                                     | 1 DBY                                                       | Battlefront: Twilight Company                               | Novela                                                      |  |
| 2015/02                                                     | 1 DBY                                                       | Darth Vader                                                 | Cómic                                                       |  |
| 2015/03                                                     | 1 DBY                                                       | Heir to the Jedi                                            | Novela                                                      |  |
| 2015/01                                                     | 1 DBY                                                       | Marvel's Star Wars                                          | Cómic                                                       |  |
| 2015/10                                                     | 1 DBY                                                       | Chewbacca                                                   | Cómic                                                       |  |
| 2015/11                                                     | 1 DBY                                                       | Vader Down                                                  | Cómic                                                       |  |
| 2015/07                                                     | 1 DBY                                                       | Lando                                                       | Cómic                                                       |  |
| 2015/09                                                     | 2 DBY                                                       | The Weapon of a Jedi                                        | Novela para jóvenes adultos                                 |  |
| 2015/09                                                     | 2 DBY                                                       | Smuggler's Run                                              | Novela para jóvenes adultos                                 |  |
| 1980/05                                                     | 3 DBY                                                       | Star Wars: Episode V - The Empire Strikes Back              | Película                                                    |  |
| 2015/09                                                     | 4 DBY                                                       | Moving Target                                               | Novela para jóvenes adultos                                 |  |
| 1983/05                                                     | 4 DBY                                                       | Star Wars: Episode VI - Return of the Jedi                  | Película                                                    |  |
| 2017/11                                                     | 4 DBY                                                       | Star Wars Battlefront II                                    | Videojuego                                                  |  |
| 2015/09                                                     | 4 DBY                                                       | Uprising                                                    | Videojuego                                                  |  |
| 2015/09                                                     | 4-34 DBY                                                    | Consecuencias (Aftermath)                                   | Novela                                                      |  |
| 2016/05                                                     | 4-34 DBY                                                    | Aftermath - Life Debt                                       | Novela                                                      |  |
| 2015/09                                                     | 5 DBY                                                       | Lost Stars                                                  | Novela para jóvenes adultos                                 |  |
| 2015/09                                                     | 5 DBY                                                       | Shattered Empire                                            | Cómic                                                       |  |
| 2019/11                                                     | 9 DBY                                                       | The Mandalorian                                             | Serie Live-Action para TV                                   |  |
| 2016/03                                                     | 28 DBY                                                      | Rise of Kylo Ren                                            | Novela                                                      |  |
| 2015/11                                                     | 34 DBY                                                      | The Perfect Weapon                                          | Novela                                                      |  |
| 2015/12                                                     | 34 DBY                                                      | Jakku Spy                                                   | Mobile serial                                               |  |
| 2015/12                                                     | 34 DBY                                                      | Before the Awakening                                        | Antología de novelas para jóvenes adultos                   |  |
| 2018/10                                                     | 34 DBY                                                      | Star Wars Resistance                                        | Serie de Animación Para TV                                  |  |
| 2015/12                                                     | 34 DBY                                                      | Star Wars: Episode VII - The Force Awakens                  | Película                                                    |  |
| 2017/12                                                     | 34 DBY                                                      | Star Wars: Episode VIII - The Last Jedi                     | Película                                                    |  |
| 2019/12                                                     | 35 DBY                                                      | Star Wars: Episode IX - The Rise of Skywalker               | Película                                                    |  |

- ABY - Antes de la Batalla de Yavin
- DBY - Después de la Batalla de Yavin

Pero actualmente se estableció una nueva forma de sacar los años.
- ABSI - Antes del incidente base starkiller.
- DBSI - Después del incidente base starkiller.

### Star Wars Legends
Leyendas (Legends en inglés) es la nueva denominación dada por Disney para aquellas historias del universo expandido no canónicas.
O sea, que las historias o eventos que ahora son de leyendas, no afectan o pertenecen al canon de Disney.